# 新 ルーニー・テューンズ
『新 ルーニー・テューンズ』（原題：New Looney Tunes）とは、アメリカのワーナー・ブラザースが製作するアニメーション作品。当初は『バッグス! ルーニー・テューンズ・プロダクション』（原題：WabbitまたはBugs!）の名で放送されていた（ホームページでは既に後述の名に変更されていた）が、ルーニー・テューンズの短編作品出身のキャラクターの増加などに伴って、シーズン2製作を機に『新 ルーニー・テューンズ』に改題されている。米国では2015年9月21日から2020年1月30日までカートゥーン ネットワークで放送。日本では2016年5月8日から2022年まで放送された。

## 概説
ルーニー・テューンズのキャラクター、バッグス・バニーが様々な相手と対立するコメディである。1エピソードは約11分で、5分半の独立したストーリーを2話放送する。他の登場人物が出てくる登場回もあるが、基本的にはバッグスがメインである。
ルーニー・テューンズ・ショーが、2013年に制作が終了して、「ルーニー・テューンズ」をフィーチャーした新しいショーのコンセプトにより、キャラクターの再起動が決定された。
主役は バッグス。そして2014年3月に、再始動は次のように知られることが発表された名前は「ワビット」。（または 「バグ！」という名前が、各国の一部の地域ではと、名前を呼ぶ。）
アニメの再始動の目的は、その原作漫画が初期の「ルーニー・テューンズ」のショーの感じと一致すること。これにより、キャラクターはドタバタコメディのルーツに戻る。
しかし、プロデューサーは次のような決まり文句を避けようとしている。プロデューサー・「エリック・クスカ」によると、『制作チームはオリジナルのストーリーを書くことに重点を置き、「痛みを引き起こす現代の重い物体」を考案する。各エピソードには、1人または複数のキャラクターが巻き込まれたいくつかのショートコメディが含まれている、彼らたち自身の、個人的な方法で扱うであろう状況で話を設定してある。
それにもかかわらず、岩や金庫など、いくつかの古典的なオブジェクトが時々見られることがあります。同様に、バックスが「やっぱアルバカーキで左に曲がっておけばよかったんだ」や、「当然の話、つまりこれは戦争だ」と発声したりするなど、いくつかの古典的な表現をする。（ただし、「戦争」は通常、いくつかの対立を引き起こす他のアクションに置き換えられる）。キャラクター自体は、外観にいくつかの変更が加えられており、一部のキャラクターは、最初の外観で元々、持っていたキャラクターの性格に戻っている。
たとえば、 ダフィー・ダックは、初期のからのキャラクター性を、元の個性に戻された。
バッグスは、彼らが彼にトラブルを引き起こそうとしている、または彼の平和な生活を破壊するために何かをしたために、ほとんどの場合、敵を打ち負かしていることに気づく。最初のシーズンでは、「ルーニーテューンズ」の登場人物にいくつかの新しいキャラクターが登場した。
この作品で紹介された、新しいキャラクターの中には次のものがある。バッグスが対処するための、新しい特効薬に焦点を当てることは、バッグスが「本当に良い敵と対峙しているときに最善を尽くす」ことを可能にするものとして説明された。シリーズの後半に登場したにもかかわらず、バッグスが多くの短編で扱った一般的な敵対者であったことがよくある。
最初のシーズンが終了した後、制作チームはバッグス以外の他の「ルーニーテューンズ」に焦点を当てることを決定したため、作品は改造され、名前が変更された 「新ルーニーテューンズ セカンドシーズン」に向けて、1930年代後半に基づいた音楽の新しいイントロを作った。
第1シーズンは主に、バッグスと少数の帰ってきた以前のキャラクターに焦点を当てていたが、第2シーズンでは、バッグスに加えて、以前の作品以外の新しいキャラクターを中心としたストーリーが追加された。

## 登場キャラクター

### メイン
バッグス・バニー（Bugs Bunny）
声：ジェフ・バーグマン / 日：山口勝平
スクイークス（Squeaks the Squirrel）
声：ディー・ブラッドリー・ベイカー / 日：上田燿司
ダフィー・ダック (Daffy Duck)
声：ディー・ブラッドリー・ベイカー / 日：高木渉
ポーキー・ピッグ
声：ボブ・バーゲン / 日：龍田直樹
エルマー・ファッド
声：ジェフ・バーグマン / 日：チョー
ヨセミテ・サム（Yosemite Sam）
声：モーリス・ラマーシュ⇒フレッド・タタショア / 日：石井康嗣
トゥイーティー
声：ボブ・バーゲン / 日：こおろぎさとみ
シルベスター・キャット
声：ジェフ・バーグマン / 日：江原正士
グラニー
声：チャンディ・ミオ / 日：京田尚子
セシル・タートル
声：マット・クレイグ / 日：四宮豪
マービン・ザ・マーシャン
声：エリック・バウザ / 日：小形満
ペペ・ル・ピュー
声：エリック・バウザ / 日：仲野裕
タズマニアン・デビル
声：ジム・カミングス / 日：麦人
フォグホーン・レグホーン
声：ジェフ・バーグマン / 日：玄田哲章
ミシカン・J・フロッグ
声：ジェフ・バーグマン / 日：梅津秀行
ワイリー・コヨーテ（Wile E. Coyote）
声：JP・カリアック / 日：梅津秀行
ロードランナー
声：ポール・ジュリアン / 日：原語版流用
ナレーション
声：梅津秀行

### サブ
ビッグフット（Bigfoot）
声：マシュー・マーサー / 日：武虎
リトルチン卿
声：ダラン・ノリス / 日：武虎
レズリーP.リリーレッグス
声：カルロス・アラズラキ / 日：梅津秀行
シェイムレス・オスカンティ
声：カルロス・アラズラキ / 日：梅津秀行
スワッグスワージー
声：ジョン・ディマジオ / 日：荻野晴朗
シフティ
声：ディー・ブラッドリー・ベイカー / 日：梅津秀行
ヴィクトル
声：キース・ファーガソン / 日：佐藤せつじ
エイロット・サンプソン
声：カルロス・アラズラキ / 日：梅津秀行
カル
声：エリック・バウザ / 日：石井康嗣
バーバリアン
声：スティーブン・ブラム / 日：石井康嗣
セス
声：ケビン・マイケル・リチャードソン / 日：四宮豪
イヴァナ
声：チャンディ・ミオ / 日：ふしだりほ
カール・ザ・グリム・ラビット
声：ディー・ブラッドリー・ベイカー⇒フレッド・タタシオア / 日：原語版流用
ウィンター・スタッグ
声：ジェフ・ベネット / 日：上田燿司
イーグル・スコット
声：セドリック・ヤーブロー / 日：石井康嗣
ホース・ザ・ホレス
声：ジェフ・ベネット / 日：四宮豪
クローベンフーフ博士
声：ジェフ・ベネット / 日：四宮豪
レッド・オマハ
声：マット・クレイグ / 日：武虎
ブラック・ジャック・シャラック
声：ジム・カミングス
ヒュービー&バート
声：ジェフ・ベネット⇒エリック・バウザ / 日：梅津秀行（ヒュービー）、四宮豪（バート）

### ゲスト
アクセル・ローズ
声：本人 / 日：谷山紀章
スヌープ・ドッグ
声：本人 / 日：木村昴
ショーン・アスティン
声：本人 / 日：未定

## エピソード
カートゥーン ネットワークで放送中
話数は日本のカートゥーン ネットワークの放送順
| No.       | 邦題                                                                                      | 原題 | DVD          |
| シーズン1 | シーズン1                                                                                 | シーズン1                                                                                               | シーズン1    |
| --------- | ----------------------------------------------------------------------------------------- | --- | ------------ |
| 1         | ただお宝のために ニンジャなんじゃ ムショガいい 白い追い人たち                             | Buddha Bugs Now and Zen The Inside Bugs Sun Valley Freeze                                               | 第1巻        |
| 2         | やさしきドラゴン 落ちてるって葉 夜の侵入者 ネット強盗                                     | St. Bugs and the Dragon Leaf It Alone The Bigfoot in Bed World Wide Wabbit                              | 第1巻        |
| 3         | ドングリ掘るゾーン ツイてない人 死神はどっち? 嫌われ者を追い出せ                          | For the Love of Acorns The Game Is a Foot The Grim Rabbit The Wringer                                   | 第1巻        |
| 4         | 役に立つ副大統領 バービーはお手伝い 待ち合わせは水飲み場 夏よこい                         | White House Wabbit Bugsbarian Not Lyin' Lion Ice Ice Bunny                                              | 第1巻        |
| 5         | 漁夫の利ス ベルトが欲しけりゃ・・・ ピットブルでウッシッシー いとしのカカア               | Wabbit's Wild All Belts Are Off Wabbit's Best Friend Annoying Ex-Boydfriend                             | 第1巻        |
| 6         | ねばり強いカタツムリ便 歯を奪うのはよーせー ハイテク野菜 案山子退治                       | Bugs vs Snail To Catch a Fairy Bugs in the Garden Scarecrow                                             | 第1巻        |
| 7         | 画家にがっかり 狙われたバッグ バグかバッグスか イケてないジュース                         | Painter Paint Hare The Spy Who Bugged Me Hareplane Mode Bugs of Steel                                   | 第1巻・第2巻 |
| 8         | 大きいトラブル 公園ポリス 多機能カバン 死神が泣く夏休み                                   | Big Troubles Manner Maid Bugsfoot Grim on Vacation                                                      | 第2巻        |
| 9         | 馬に高級ニンジン 不機嫌な木のせいで ニンジンは廻る 臭いものには…                          | Carrot Before the Horse Trunk with Power Snow Wabbit Aromatherapist                                     | 第2巻        |
| 10        | 面倒なユーレイ 消えろ 埃うさぎ バグには勝ったけど 燃えて消えればすべて良し                | Raising Your Spirits Dust Bugster Computer Bugs Oils Well That Ends Well                                | 第2巻        |
| 11        | 死神にも税金 ロボット撃退法 一番はつらいゾウ うさぎ料理の作法                             | Your Bunny or Your Life Misjudgment Day Splashwater Bugs Fwee Wange Wabbit                              | 第2巻        |
| 12        | 行きすぎたビーバー専用 アクメラボの秘密 ただお宝のために2 イタズラ週間                    | Beaver Fever Coyote.Rabbit.Squirrel Pain & Treasure Office Rocker                                       | 第2巻        |
| 13        | サバイバルの真実 トリックにはトリック? 優勝はパー 早いはうまい?                           | Survivalist of the Fittest The IMPoster Bugs Over Par Fast Feud                                         | 第2巻        |
| 14        | わしとワシライオン バッグス・トゥ・ザ現在 トンでもない空港 クローンに一苦労               | Sir Littlechin, Griffin Hunter Bugs in Time Airpork Security Home A Clone                               | 無           |
| 15        | バッグス・オン・アイス バッグスカウト ウサギのディナー 二番じゃダメだゾウ                 | Bugs on Ice Bug Scouts For Whom the Bugs Trolls To Beach His Own                                        | 無           |
| 16        | 最高のおもてなし よからぬヨガざます インディ・バッグス スマートハウス                     | Five Star Bugs Yoga to Be Kidding Me Rabbits of the Lost Ark Appropriate Technology                     | 無           |
| 17        | ぶーたれ道中 小っちゃくなっちゃった 王様の食事 関門は難問?                                | Pork in the Road Squeaks Upon a Star Mile Hi Grub Pole Position                                         | 無           |
| 18        | 乾きはつらいよ デカドングリ 市長に立候補 威勢のいい妖精                                   | Thirst Things First Bugs of Chance Bugs for Mayor The Lepra-Con                                         | 無           |
| 19        | リスもつらいよ ブルはトラブルの元 オイラの大豪邸 身から出たクルミ                         | Squeak Show Rodeo Bugs Slugsworthy's Mega Mansion Wile E.'s Walnuts                                     | 無           |
| 20        | 踏んだり蹴ったり ウサギの威を借るリス ユニコーンに願いを タダより高いものはない           | Just One of Those Days Mooch Housin' Syndrome Sir Littlechin, Unicorn Hunter Erin Go Bugs               | 無           |
| 21        | 石炭ハンター 吹雪で缶詰 我が家はグランドキャニオン 巨大ウサギを探せ                       | Proud to Be a Coal Miner's Wabbit Cabin Fervor The Grand Barbari-yon Giant Rabbit Hunters               | 無           |
| 22        | トンでもコースター 見える見えない見える プレゼント大戦争 サンタさんへの手紙               | Amusement Pork Now You See Me, Now You Still See Me Tis the Seasoning Winter Blunderland                | 無           |
| 23        | ダンスはイヤー 友情ハーモニー ふれあい動物園 お寒いのがお好き?                            | Ear! We! Go! Hare Band Bugs in the Petting Zoo Hawaiian Ice                                             | 無           |
| 24        | 沈黙の叫び バッグスはウサギ? 溺れて、ギョギョギョ ピッチでバッチリ                        | Quiet the Undertaking Bugs Bunny? Wet Feet There's a Soccer Born Every Minute                           | 無           |
| 25        | ブタの手も借りたい ニューヨークの王様 甘くない仕事 困ったときのノミ頼み                   | Pork Lift Thes in the City Elmer's Fuddge Angelo the Mighty Flea                                        | 無           |
| 26        | 森のポリスはトントコトン マッドバッグス怒りの高速 カモの宅配大騒動 王になろうとしたウサギ | Gorky Pork Hard Hat Hare Porky's Duck-livery Service The Wabbit Who Would Be King                       | 無           |
| シーズン2 |                                                                                           | |              |
| 27        | 警備員は大忙し剣闘士バッグス・バニウスペントハウスを完璧にツール・ド・フォレスト          | PigmallianBugs the GladiatorA Duck in the PenthouseTour De Bugs                                         | 無           |
| 28        | ナイトには敵わないと?ビリヤードの名人弾丸列車を狙え!トンだレストラン                      | Knight and DuckThe Color of BunnySam and the Bullet TrainSwine Dining                                   | 無           |
| 29        | 恋は突然にバレンタインに選ばれたいんビッグなニンジン湖の水は誰のモノ?                     | Love Is in the HareValentine's DayffyBigs BunnyWahder, Wahder, Everywhere                               | 無           |
| 30        | 手厚い治療エースを狙えラッキーなカモかもニワトリかカモか                                  | Porky the DisorderlyGame, Set, WabbitLucky DuckFree Range Foghorn                                       | 無           |
| 31        | リフォーム大作戦お騒がせシアター親友になってルイス・ポーク探検隊                          | Love It or Survivalist ItThe PorklightBest BugsLewis and Pork                                           | 無           |
| 32        | タダ乗りスパイ大作戦トンでも旅ジャックとバッグスの木                                      | Daffy the StowawaySuperscooter 3000Hoggin' the RoadTimmmmmmbugs                                         | 無           |
| 33        | イースターバニーを守れ!危険なシッターにご用心ガラクタ集めはほどほどにクーガーの誘惑       | Easter Bunny ImpostorEaster TweetsHoarder UpCougar, Cougar                                              | 無           |
| 34        | ウェディング・クラッシャーフレッシュの秘訣水族館のカモ風のカナヅチ                        | The Wedding QuacksherThe Food NotworkA Duck in the AquariumThe BreezeHammer                             | 無           |
| 35        | 博士のタイムトラブルブタートレック カモの逆襲スピード違反に気をつけて金メダリストは誰?    | Quantum SheepHouston, We Have a Duck Problem10-4 Good BunnyGold Medal Wabbit                            | 無           |
| 36        | 愛しのグラニー優秀な庭師クラーケン伝説聖なるピクルス争奪戦                                | Cyrano de BugsPoint Duck PercentSir Littlechin and the KrakenCrouching Porky, Hidden Daffy              | 無           |
| 37        | ファラオの秘宝うるさい活動家アブラカラビットポンセ・デ・カルゾーン                        | King NutininkommenGreenhouse GasbagAbracaWabbitPonce de Calzone                                         | 無           |
| 38        | 詐欺にご用心赤ちゃん配達理想のアニメを求めて夏ガモの日                                    | For the Love of Fraud Not So Special DeliveryOne Carroter in Search of an ArtistThe Duck Days of Summer | 無           |
| 39        | エチケット教えますダフィーと科学館タッドの恋愛ショー恋のミッション                        | Etiquette ShmetiquetteDaffy in the Science MuseumTad the BachelorAffaire du Jour                        | 無           |
| 40        | トップ・バッグス海の怪物暴れん坊ローダ世界一ハデなサーカス                                | Top BugsSlugsmobyRhoda RageGood Duck to You Cirque                                                      | 無           |
| 41        | 世にも不思議な物語ホーンテッド・ハウス狙った獲物はなんとやら地球征服計画                  | Then Things Got WeirdDuck Duck GhostAcme InstantWhen Marvin Comes Martian In                            | 無           |
| 42        | 騎士になる条件ぺぺの華麗なる賭けポーキーのハムスター手土産                                | The Knight Time Is the Right TimeThe Pepé Le Pew AffairHamstersBugs Baked                               | 無           |
| 43        | ヴァンパイア・ハンタータッドとトレーニング雪山救出作戦宇宙を救え！                        | Vampire Me LoveThe Tad Tucker WorkoutCanadian BaconBugs Bunny Saves the Universe                        | 無           |
| 44        | ラップバトル前編・後編いらいらヤギ洞窟探検隊                                              | Hip Hop HareGettin' Your GoatSpelunkheads                                                               | 無           |
| 45        | ポーキーのハムスター（#42）手土産（#42）ベビー・エイリアン弁護士ダフィー                  | HamstersBugs BakedArea Fifty RunPorker in the Court                                                     | 無           |
| 46        | タッドのスカイダイビング無人島サバイバル南部のカモ料理頂上をめざせ                        | Tad the SkydiverDuck of the FliesDaffy in the BayouBugs the Sherpa                                      | 無           |
| 47        | トンでも列車旅カモの功名若さの秘訣いけにえは誰だ                                          | You Can't Train a PigCopy QuackSir Littlechin and the PhoenixLooney Luau                                | 無           |
| 48        | カモデウスニワトリをトリたい伝説のガウチョゾウアザラシ救出作戦                            | AmaduckusFowl Me OnceDaffy the GauchoFree Slugsworthy                                                   | 無           |
| 49        | 大恋愛カモ?カル世界征服をはかる焼き物の厄介者静かな湖畔で                                 | Love Makes Me DaffyGenghis CalYou're Kiln MeBetter Lake Than Never                                      | 無           |

- 欠番エピソード：アメリカ版第89話（日本版45話A、Bパート該当）『Loon-Raker／Angry Bird』

## 日本語版製作スタッフ
| 翻訳           | アンゼたかし 野崎文子 小寺陽子 杉田朋子 亀井玲子 浅野倫子 佐々井麻衣 川嶋加奈子                              |
| 演出           | 早川陽一 |
| プロデューサー | 尾谷アイコ 伊藤文子 村杉奈穂 髙橋政宏                                                                        |
| 録音/調整      | 中倉泉 吉本晋 田中和成 ピーズ・スタジオ                                                                      |
| 制作           | 丸田耕太郎 綿引立 石川夏帆 中島アナヒータ                                                                    |
| 日本語版制作   | ワーナー・ブラザース ホームエンターテイメント（第13話まで） カートゥーン ネットワーク（第14話以降） 東北新社 |